# 348 (číslo)
Tři sta čtyřicet osm je přirozené číslo, které následuje po čísle tři sta čtyřicet sedm a předchází číslu tři sta čtyřicet devět. Římskými číslicemi se zapisuje CCCXLVIII a řeckými číslicemi τμη.

## Matematika
348 je:
- Abundantní číslo
- Nešťastné číslo
- Součet čtyř po sobě jdoucích prvočísel (79 + 83 + 89 + 97)

## Astronomie
- (348) May je planetka hlavního pásu, kterou objevil v roce 1892 Auguste Charlois

## Doprava
- Silnice II/348 je česká silnice II. třídy vedoucí na trase Rozkoš – Herálec – Štoky – Dobronín – Polná – dálnice D1, Měřín[1][2][3]

## Roky
- 348
- 348 př. n. l.